# Agnès Sorel

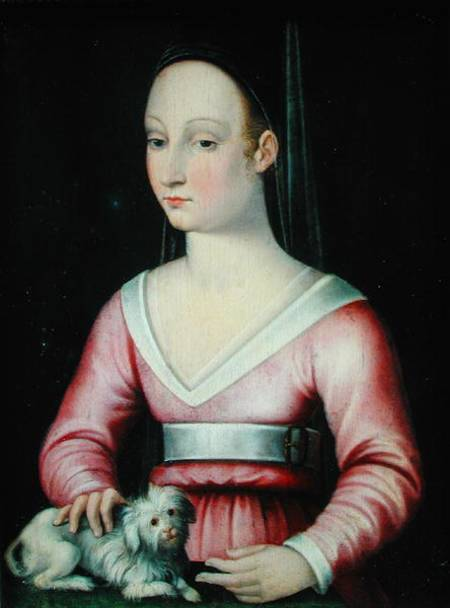
Porträt Agnès Sorel, 16. Jh., Musée des Beaux-Arts d’Angers

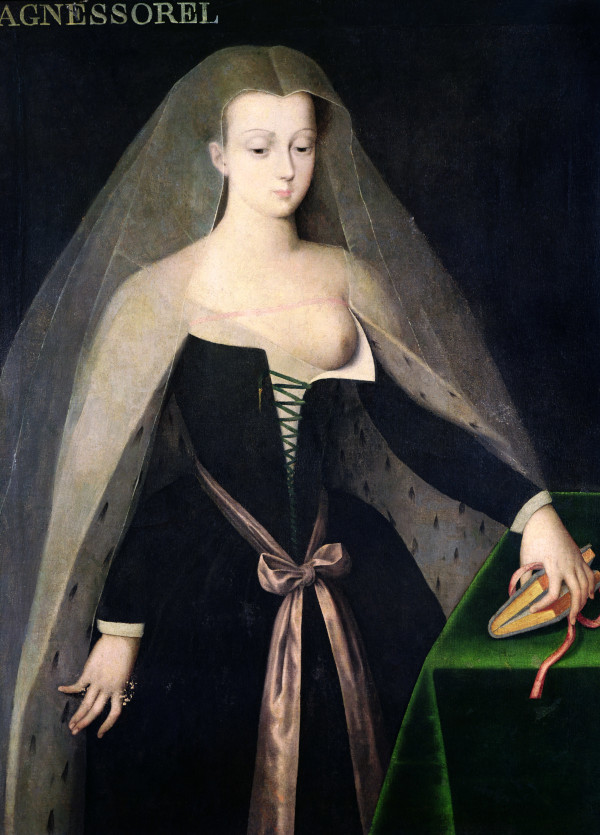
Agnès Sorel (Gemälde nach Jean Fouquet, 16. Jahrhundert)

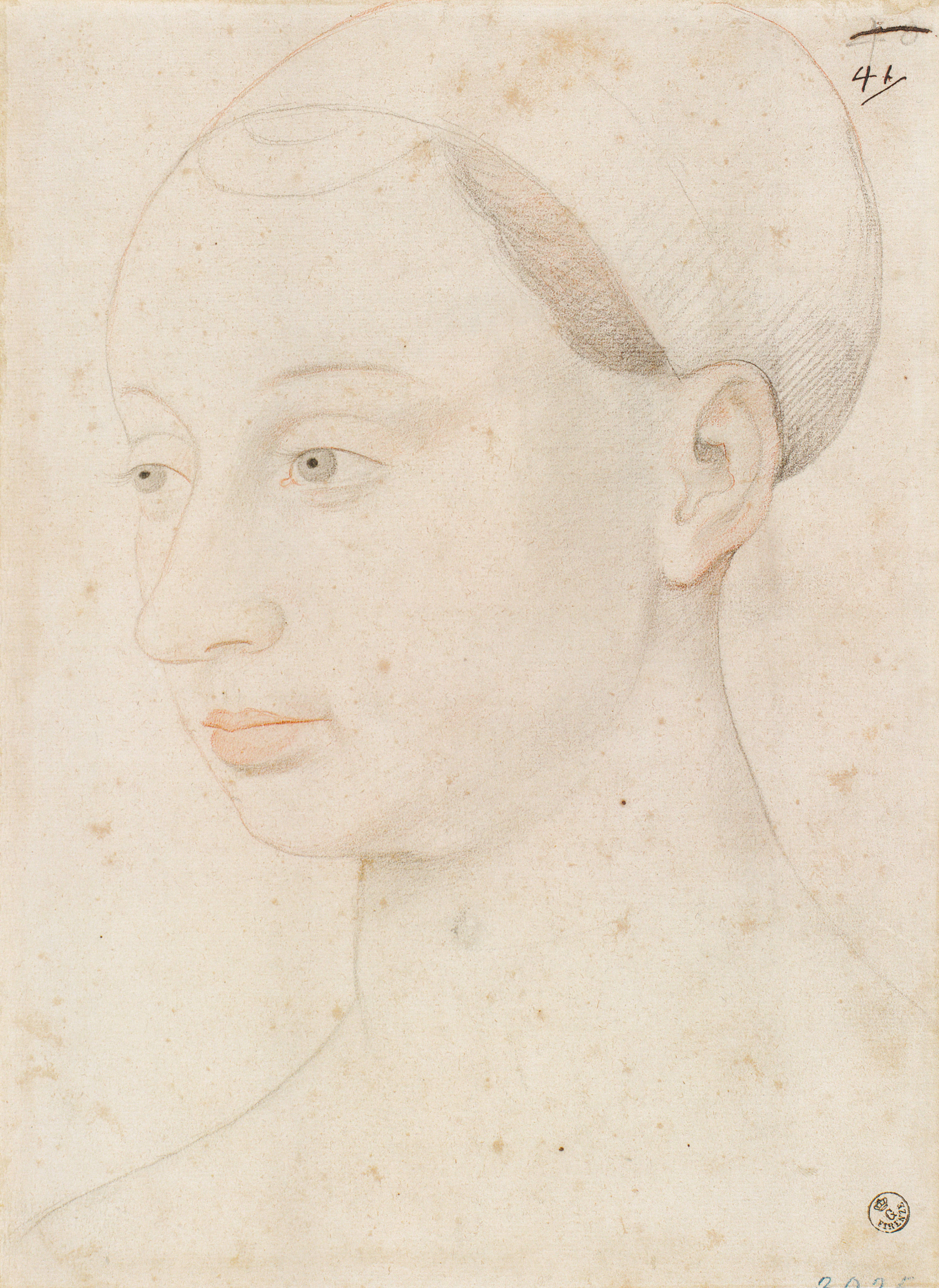
Agnès Sorel, Kopie aus dem 16. Jh. nach Jean Fouquet, Florenz, Uffizien

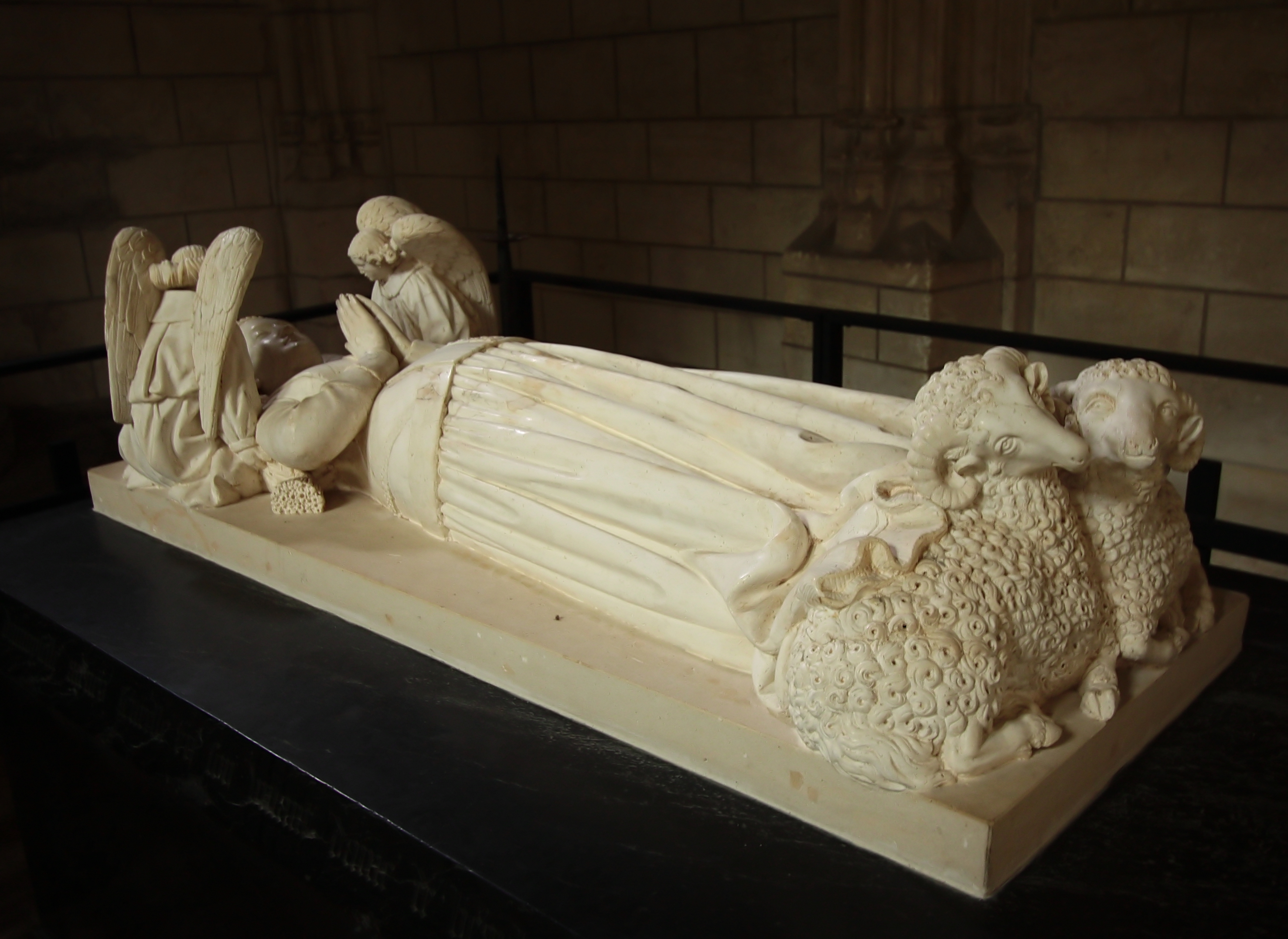
Grabmal von Agnès Sorel in der Kirche Saint-Ours in Loches

Agnès Sorel (* um 1422 auf Schloss Fromenteau; † 9. Februar 1450 in Anneville-sur-Seine) war die erste offizielle Mätresse des französischen Königs Karl VII.

## Leben

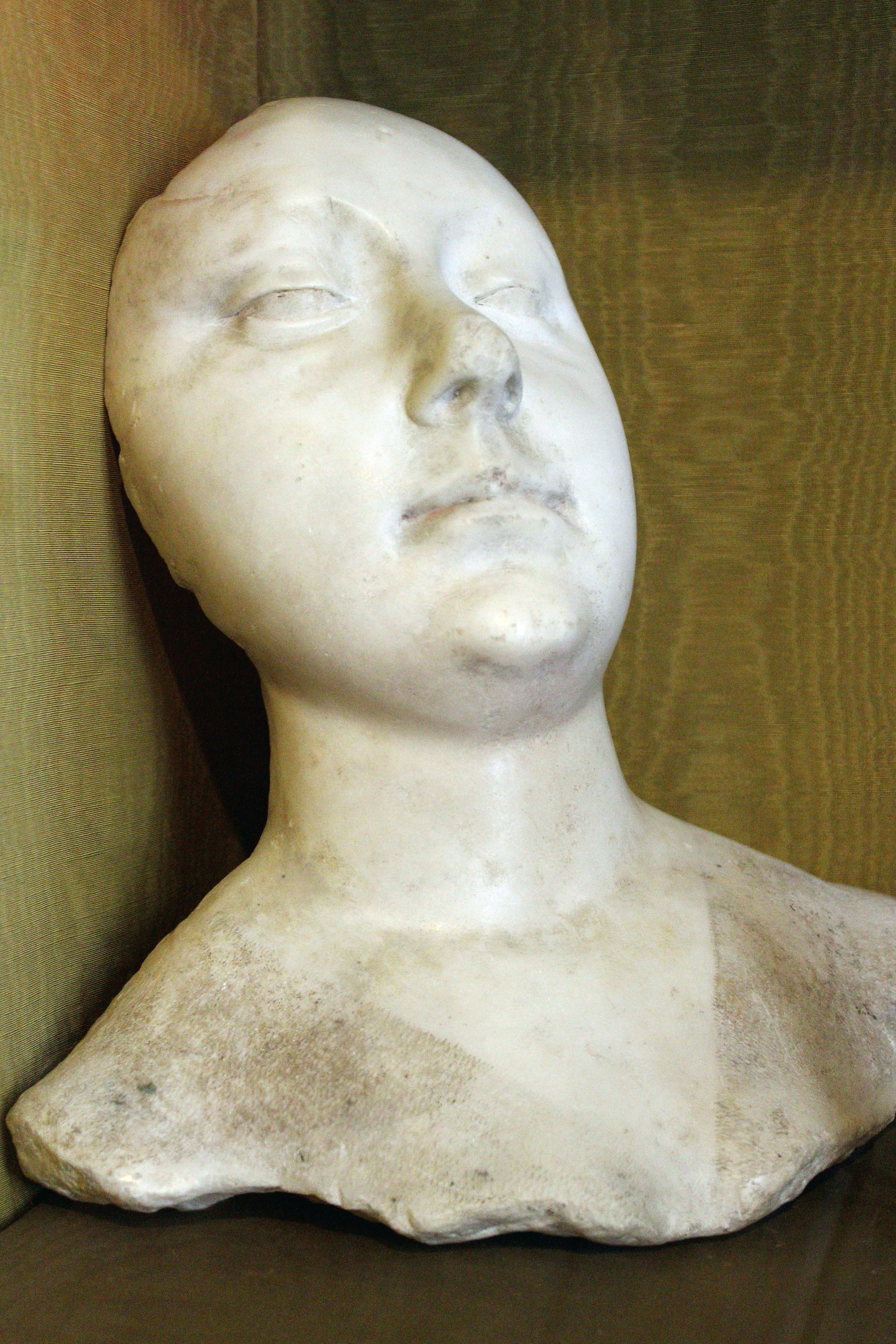
Marmorskulptur von der Totenmaske Agnès Sorels

Agnès Sorel war die Tochter von Jean Soreau, einem Soldaten aus niedrigem Adel, und Catherine de Maignelais. Sie war zunächst Hofdame von Isabella, Herzogin von Lothringen und Ehefrau des Königs René von Neapel. In zeitgenössischen Quellen wird Agnès Sorel als außergewöhnlich schöne und äußerst intelligente junge Frau beschrieben.
Im Rahmen eines Besuchs bei seinem Schwager traf der König von Frankreich Agnès Sorel zum ersten Mal. Im Gefolge Isabellas von Lothringen, Herzogin von Anjou, kam sie während des Hundertjährigen Kriegs im Jahr 1431 als deren Ehrendame an den französischen Hof, wo sich in den folgenden Jahren eine Liebesbeziehung zwischen Karl und Agnès entwickelte. Der König ernannte seine Geliebte schließlich zur Ehrendame seiner Ehefrau Marie d’Anjou, schenkte ihr neben verschiedenen anderen Schlössern und Landsitzen (Issoudun, Bois-Trousseau, Roquecezière im Rouergue und Vernon-sur-Seine) 1448 das Schloss Beauté-sur-Marne nahe Paris und besetzte einflussreiche Posten am französischen Hof mit Mitgliedern der Familie Sorel. Sie bekam den Beinamen „Dame de Beauté“, der von der Bezeichnung des Schlosses Beauté-sur-Marne abgeleitet wurde. Als ihre private Residenz erhielt sie zudem das Schloss von Loches, wo Karl als Dauphin im Juni 1429 Jeanne d’Arc nach der erfolgreichen Belagerung von Orléans empfangen hatte und von der Krönung in Reims überzeugt worden war.
Seit dem Jahr 1444 war Agnès Sorel die offizielle Geliebte Karls VII. und damit die erste offizielle Mätresse am französischen Königshof. Sie schenkte Karl vier Töchter, von denen eine als Säugling starb. Agnès Sorel führte als einflussreiche Hofdame am französischen Königshof und Mätresse des Königs Karl VII. von Frankreich die Mode der unbedeckten Brust ein. 1445 zog sie sich nach Loches zurück und blieb dort fünf Jahre. Anfang 1450, als sie mit dem jüngsten Kind schwanger war, besuchte sie im tiefsten Winter Karl VII. im Feldlager in Jumièges, einer Stadt in der Normandie, während des normannischen Feldzugs gegen die Engländer und der Belagerung von Harfleur.
Kurz nach der Geburt ihres vierten Kindes erkrankte Agnès Sorel schwer. Ihre Zeitgenossen bezeichneten diese Krankheit als „flux de ventre“ (Bauchfluss). Wegen ihres frühen Todes und ihrer zahlreichen Feinde kursierten dennoch Gerüchte, dass Agnès Sorel vergiftet wurde. Agnès Sorel starb am 9. oder 11. Februar 1450 um sechs Uhr nachmittags im Alter von 28 Jahren in der Burg Masnal-la-Belle in der französischen Gemeinde Anneville-sur-Seine. „Wie ekelhaft, übelriechend und anfällig wir doch sind“, sollen ihre letzten Worte auf dem Sterbebett gewesen sein. Der Körper wurde geöffnet und die Leiche nach der Entnahme des Herzens nach Loches überführt. Ihr Herz wurde in der Abtei von Jumièges bestattet, der sie viel Geld gespendet hatte. Ihr Leichnam wurde in der Stiftskirche Notre-Dame in Loches (Kirche Saint Ours) beigesetzt.
Angeblich wurde Agnes Sorel von Jacques Cœur vergiftet.
Nach dem Tod von Agnès Sorel wurde Antoinette de Maignelais, eine Cousine ersten Grades von Agnès Sorel, neue Mätresse des Königs.
Karls Sohn, der spätere König Ludwig XI., verfolgte die Geliebte seines Vaters zeitlebens mit seinem Hass. So soll er die Mätresse seines Vaters einmal in aller Öffentlichkeit geohrfeigt haben. Nach ihrem plötzlichen Tod geriet Ludwig daher sofort in den Verdacht, Agnès Sorel ermordet oder die Anweisung zu ihrer Ermordung gegeben zu haben. Bewiesen werden konnte diese These jedoch nicht. Es ist bis heute ungeklärt, ob sie vergiftet wurde oder nur an einem ärztlichen Kunstfehler starb.

## Forensische Untersuchungen
Im Jahre 2004 wurde das Grab Agnès Sorels in Loches geöffnet und kriminalistisch untersucht. Der Paläopathologe Philippe Charlier wies nach, dass Sorel im siebten Monat schwanger war und an Wurmbefall litt. Als Todesursache wurde eine Quecksilbervergiftung diagnostiziert, vermutlich hervorgerufen durch eine damals übliche Behandlung gegen Geburtsbeschwerden und Würmer. Da damals die ungefährlichen Dosen bekannt waren, ist es möglich, dass Sorel absichtlich eine tödliche Dosis Quecksilber verabreicht wurde.
Anhand des im Grab gefundenen Schädels konnten Experten der französischen Gendarmerie das Gesicht von Agnès Sorel rekonstruieren. Nach Abschluss der Untersuchungen wurden ihre Gebeine am 2. April 2005 in Anwesenheit von Vertretern des französischen Hochadels in der Stiftskirche von Loches erneut beigesetzt.

## Nachkommen
- Marie (* 1444; † 1473), die am 28. Oktober 1458 mit Olivier de Coëtivy, Herr von Taillebourg (Haus Coëtivy), verheiratet wurde.
  - Charles ⚭ 1511 Jeanne d’Orléans, († 1520), Tochter von Jean d’Orléans, comte d’Angoulême et de Périgord und Marguerite de Rohan
  - Adelice, ⚭ Henri, Seigneur de Penmarc'h
  - Catherine, ⚭ Antoine de Chourses, Seigneur de Magné et d’Échiré
  - Marguerite, ⚭ François de Pons, Comte de Montfort
  - Gilette, ⚭ I Jacques d’Estouteville, † vor 1510, Sohn von Robert d’Estouteville, Seigneur de Beyne, und Ambroise de Loré, ⚭ II Antoine I. de Luxembourg, Comte de Brienne, † 1519, Sohn von Louis de Luxembourg, Comte de Saint-Pol, Connétable von Frankreich (Haus Luxemburg-Ligny), und Jeanne de Bar
- Charlotte (* ca. 1446; † 1477), die am 1462 mit Jacques de Brézé (Haus Brézé) verheiratet wurde, der sie in den Armen ihres Liebhabers mit dem Schwert ermordete.
  - Louis de Brézé
- Jeanne, die am 25. Dezember 1461 von Ludwig XI. mit Antoine de Bueil (Haus Bueil) verheiratet wurde.
  - Jacques de Bueil, † 1513, Graf von Sancerre
  - Renée; ⚭ Johann von Brügge, Herr von Gruuthuse
- Tochter (* 3. Februar 1450; † 3. Februar 1450) war eine Frühgeburt, die nach sechs Monaten Schwangerschaft geboren wurde und wenige Stunden nach der Geburt verstarb

Zu ihren Nachfahren zählen unter anderem der heutige Herzog von Orléans, Prinz Jacques von Frankreich sowie Prinz Charles Emmanuel von Bourbon-Parma.

## Rezeption
Im Tafelservice berühmter Frauen von Vanessa Bell und Duncan Grant von 1934 ist ihr ein Teller gewidmet.
Agnès Sorel ist eine Namensgeberin für Speisen in der Gastronomie. Sie stellte bei Hof die besten Köche ihrer Zeit ein, sie scheute auch nicht, selbst in die Küche zu gehen und hatte zwei Gerichte selbst erfunden: ihre kleinen gefüllten Timbales und Waldschnepfen-Salmis. In der Küchensprache trägt eine Garnitur aus Champignons, Hähnchenbrüsten und Pökelzunge vom Rind ihren Namen, die geschnitten und einem Gericht beigegeben werden (zu Omelett, gebratenem oder geschmortem Kalbsfleisch oder Sauce suprême). Für Agnès-Sorel-Suppe wird die Garnitur zu Julienne geschnitten und in die gebundene Suppe gegeben.